# Anthophora fulvicauda
Anthophora fulvicauda är en biart som beskrevs av Timberlake 1937. Anthophora fulvicauda ingår i släktet pälsbin, och familjen långtungebin. Inga underarter finns listade i Catalogue of Life.